# Asplenium fluminense
Asplenium fluminense är en svartbräkenväxtart som först beskrevs av Carl Axel Magnus Lindman, och fick sitt nu gällande namn av Georg Hans Emmo Wolfgang Hieronymus. Asplenium fluminense ingår i släktet Asplenium och familjen Aspleniaceae. Inga underarter finns listade.